# Albuquerque International Balloon Fiesta

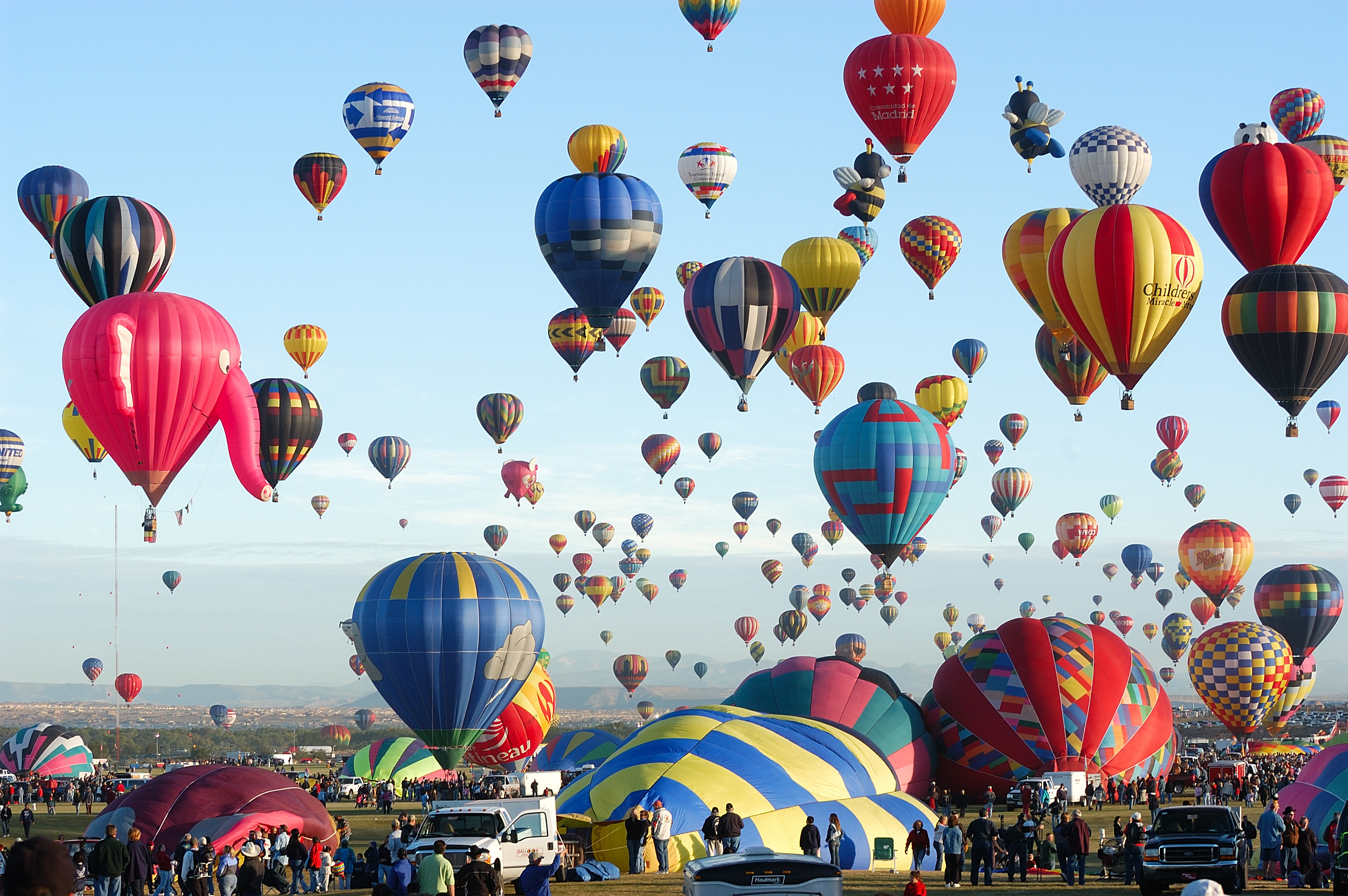
Albuquerque International Balloon Fiesta.

L'Albuquerque International Balloon Fiesta est un festival annuel et rassemblement de montgolfières à Albuquerque au Nouveau-Mexique.
Il s'agit de l'une des plus grandes « montgolfiades » au monde, avec près de 500 montgolfières chaque année, sur une période de neuf jours.
L'événement est le plus grand festival de montgolfières aux États-Unis et le deuxième plus grand après les Mondial Air Ballons en France.
La pandémie de COVID-19 en 2020 a été la principale cause de son annulation. Il reviendra en 2021.